# Veolia Propreté
Veolia Propreté (anciennement Compagnie Générale d'Entreprises Automobiles ou CGEA) est la division de Veolia spécialisée dans la gestion et la valorisation des déchets.
Veolia Propreté compte environ 77 900 salariés répartis dans 35 pays. Elle réalise 9,02 milliards d'euros de chiffre d'affaires, dont 3,4 en France (données 2009).
Veolia Propreté gère tous types de déchets : solides, liquides, banals et dangereux. En 2009, la société a collecté 42,7 millions de tonnes de déchets (86,8 millions d'habitants collectés), en a traité 62,5 millions de tonnes et en a recyclé 12,7 millions de tonnes.
Veolia Propreté a formulé 7 propositions pour une gestion responsable des déchets.[pertinence contestée]

## Histoire[4]
- 1953: la Compagnie générale des eaux (CGE) commence à collecter les ordures ménagères.
- 1975 : création de SARP Industries pour traiter les déchets dangereux.
- 1980 : la CGE prend le contrôle de la Compagnie Générale de Chauffe (CGC), avec qui elle exploite depuis 1967 des usines d'incinération, et de la Compagnie Générale d'Entreprises Automobiles (CGEA), présente dans les secteurs des déchets ménagers et des transports urbains.
- 1986 : Ouverture des premières déchèteries.
- 1989 : création de la marque Onyx regroupant les activités de gestion des déchets de la CGEA.
- 1996 : La CGEA est intégrée au Groupe Vivendi.
- 2000 : Naissance de Vivendi Environnement, issu des activités environnement du Groupe Vivendi. La CGEA est renommée Connex.
- 2003 : Vivendi Environnement devient Veolia Environnement.
- 2004 : CGEA-Onyx devient Onyx.
- 2005 : Onyx devient Veolia Propreté, et Connex devient Veolia Transport.

## Activités
Veolia Propreté collecte, recycle et traite des déchets sous toutes leurs formes : liquides ou solides, banals ou dangereux, ménagers ou industriels…

### Services aux collectivités locales et aux entreprises

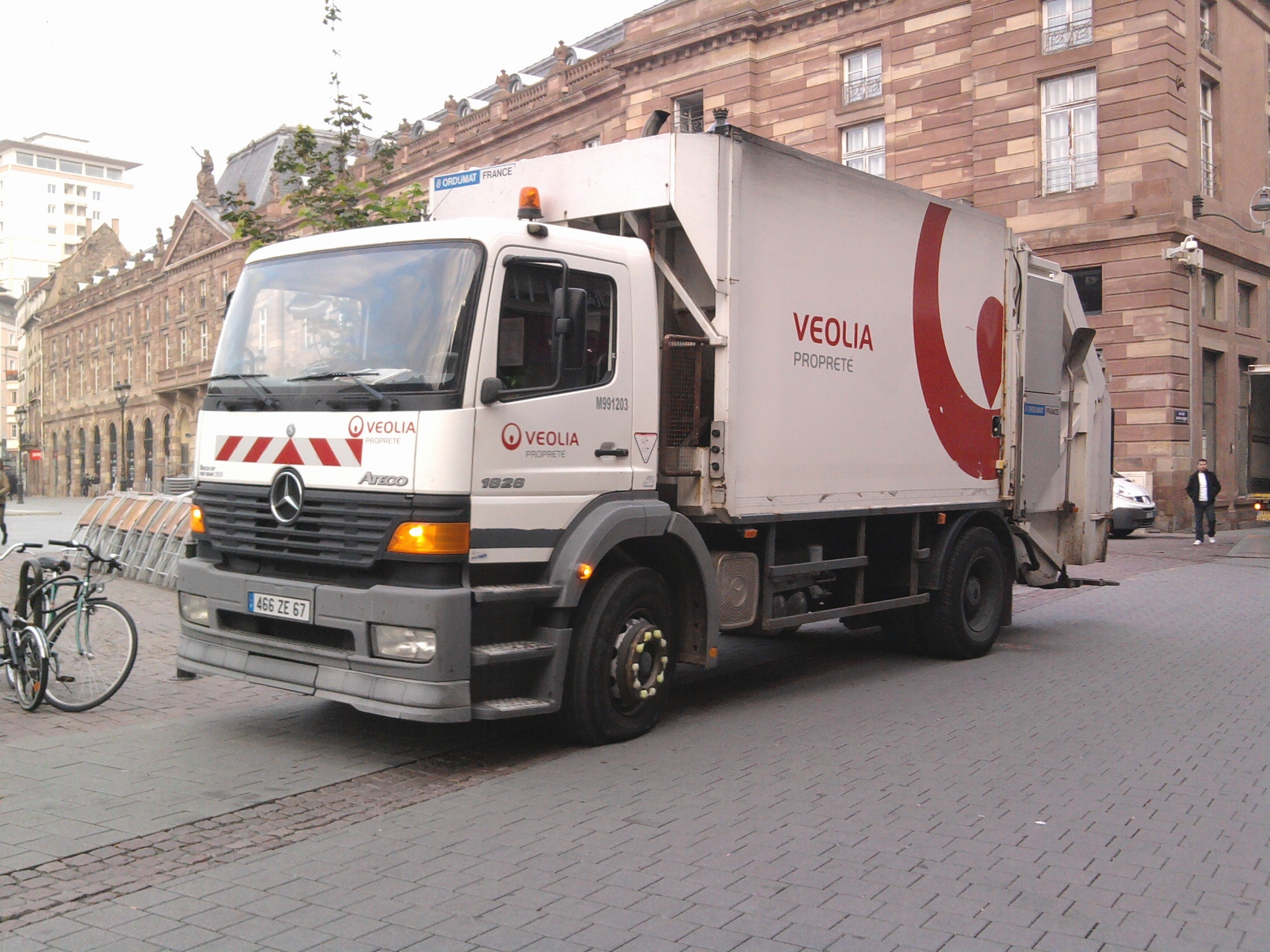
Un camion de collecte des déchets à Strasbourg, en 2011

Pour les collectivités (exemples : Paris, Londres, Alexandrie, Singapour, Dresde…) :
- collecte et tri des déchets, puis expédition vers les filières de traitement,
- services de propreté urbaine et d'assainissement (pompage et transport de liquides issus des réseaux d’égouts...),
- exploitation de déchèteries.

Exemples de contrats remportés en 2009 :
- un contrat de gestion et de recyclage des déchets de la région de la Merseyside (Royaume-Uni) pour 20 ans et 719 millions d’euros de chiffre d’affaires cumulé[5].
- un contrat de 7 ans de gestion des services de propreté pour la province de Nador, au Maroc[6].
- renouvellement du contrat d’exploitation et d’entretien d’un centre de traitement de déchets dangereux avec la Hong Kong Special Administrative Region (10 ans, 174 millions de chiffre d’affaires cumulé)[7].

Pour les entreprises :
- Gestion et de valorisation des déchets, dont collecte et traitement adaptés des déchets dangereux,
- Entretien et maintenance des usines (chimiques, pétrochimiques, métallurgiques, automobiles…) et équipements, dont services de nettoyage à très haute pression et de cryogénie.

En 2009 : 819 000 entreprises clientes dans le monde.

### Tri et recyclage des matières
Veolia Propreté traite et recycle les déchets pour produire des matières premières utilisables dans l’industrie. Cela inclut la collecte de papiers, cartons, verre, plastique, bois et métaux et de déchets d'équipements électriques et électroniques.
L’entreprise exploite 352 centres tri et de recyclage.

### Traitement et valorisation des déchets

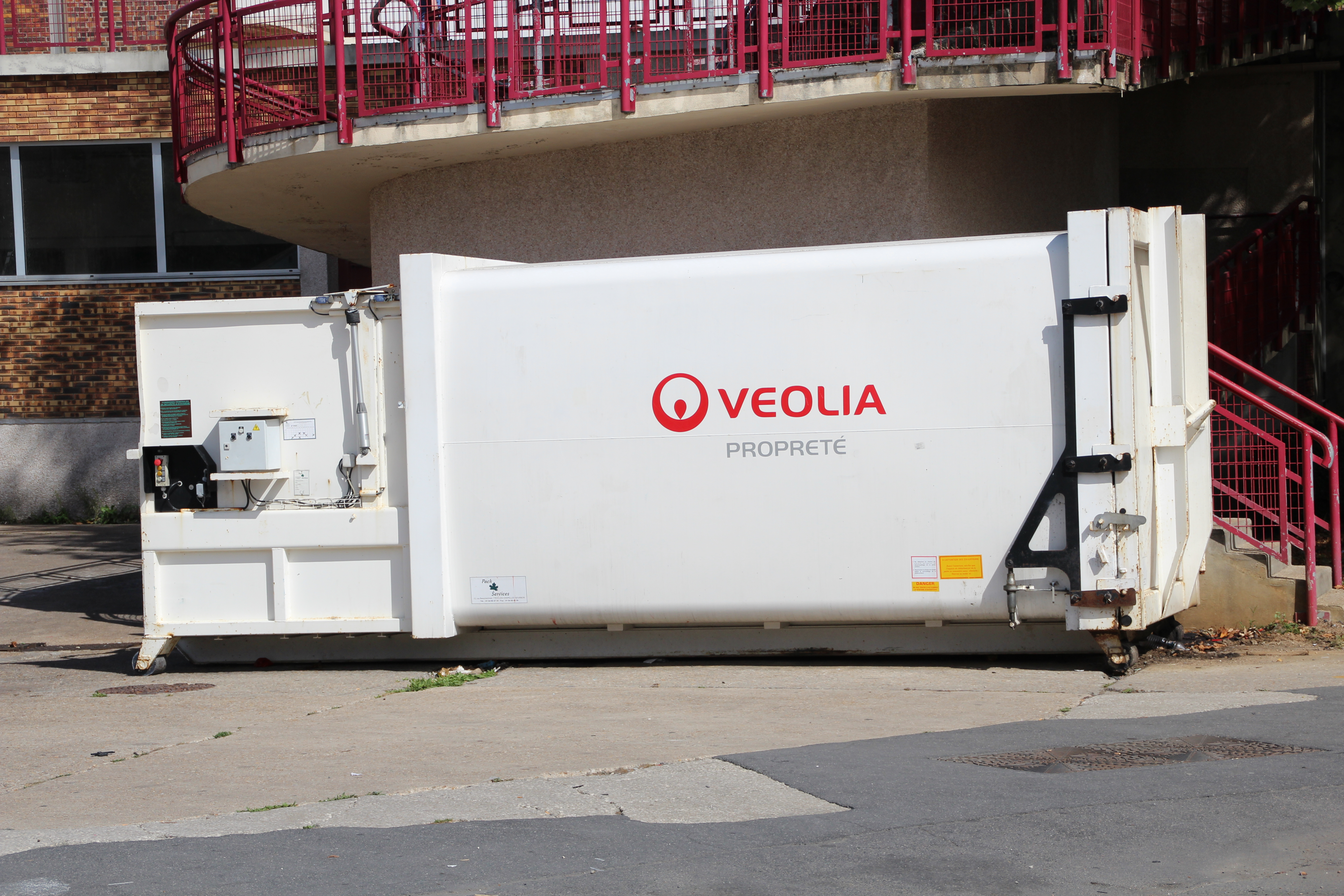
Compacteur de déchets aux Ulis, en 2012

- Traitement des boues urbaines et industrielles et réintégration dans l’agriculture
- Incinération et valorisation énergétique de déchets non dangereux solides, pour les réseaux de chauffage urbain
- Stockage et valorisation énergétique de déchets non dangereux. En 2008, Veolia Propreté a lancé une unité pilote de production de biocarburant à partir de biogaz issus de déchets non dangereux stockés à Claye-Souilly (77)[8]
- Traitement des déchets dangereux : incinération des déchets liquides organiques, recyclage des solvants…

En 2009, Veolia a vendu :
- 5,1 millions de MWh d'énergie électrique, ce qui représente la consommation électrique annuelle de 900 000 européens
- 3,2 millions de MWh d'énergie thermique[2].

## Filiales
- SEDE Environnement développe des filières de fertilisants recyclées par le traitement et la valorisation des boues, des déchets organiques et minéraux, en substitution des ressources fossiles dans un schéma d'économie circulaire[9].

## Implantations
Veolia Propreté est présente dans 35 pays et réalise 62 % de son chiffre d’affaires hors de France (au 31 décembre 2009). 
L’entreprise est implantée ,: 
- En Europe (77 % du chiffre d’affaires) : France, Grande-Bretagne, Irlande, Suisse, Belgique, Allemagne, Italie, Espagne, Danemark, Norvège, République tchèque, Pologne, République slovaque, Hongrie, Roumanie, Ukraine, Lituanie, Lettonie, Estonie
- En Amérique du Nord (14 % du chiffre d’affaires) : États-Unis, au Canada
- En Afrique, Moyen-Orient, Amérique du Sud (2 % du chiffre d’affaires) : Au Maroc, au Sénégal, en Tunisie, en Égypte, en Israël, au Qatar, en Afrique du Sud, au Mexique
- En Asie-Pacifique (7 % du chiffre d’affaires) : Chine, à Taïwan, à Singapour, en Corée du Sud, Australie